# Наум Охридски
Свети Наум пренасочва насам.  За манастира вижте Свети Наум (манастир).
Свети Наум Охридски или Преславски е средновековен български богослов, книжовник и светец. Православната църква го тачи и като един от светите Седмочисленици.

## Биография
Сведенията за живота му преди пристигането в България са оскъдни. Според едно от житията му, е роден в Мизия, „от благородни родители“, но като презрял богатството и благородството се присъединил към Кирил и Методий. Според житието на Кирил и Методий от Климент Охридски, Наум участва в тяхната мисия във Великоморавия, а през 868 година е ръкоположен в Рим.
През 886 година Наум е изгонен от Великоморавия, след като прекарва известно време в затвора, заради своята съпротива срещу влиянието на германския клир. Той пристига в България, заедно с Климент Охридски, Сава, Ангеларий и може би Горазд. Отделно от тях в България намира убежище и Константин Преславски, ученик на Методий.
Наум е сред основоположниците на Преславската книжовна школа (първоначално в Плиска), където работи между 886 и 893 година. След като Климент Охридски е назначен за епископ на Дрембица през 893 година, Наум продължава работата му в Охридската книжовна школа. През този период той основава манастир на Охридското езеро, който по-късно носи името му.
Българската православна църква отбелязва два пъти в годината паметта на Свети Наум – на 23-ти декември, който е денят на неговото успение, както и на 20-ти юни. Летният празник е въведен през XVIII век, като в документ на Охридския архиепископ Йоасаф се посочват част от причините: „заради по-голяма благодат и слава на същия храм и на светлата звезда на църквата, и поради много други обстоятелства… Едно, защото сега е зима и всички, поради мъчнотиите от времето, си зимуват и никога не се наслаждават от светлия събор на светията; друго, което е и най-главното, че празникът се случи до Бъдни вечер от Рождението на Спасителя ни…“

## Творчество
Канон на св. ап. Андрей

## Памет
Една църква и два параклиса в България са посветени на Наум Охридски Чудотворец. Енорийският храм се намира в квартал „Дружба“ в София, като храмът е осветен през 2003 година. Параклис в чест на Свети Наум се намира в едноименната специализирана болница за активно лечение по неврология и психиатрия в столицата. През 2021 година е осветен параклис „Св. Наум Охридски“ в село Неделево, община Съединение.
На Наум Охридски са наречени улиците „Свети Наум“ в квартал „Лозенец“ (Карта) и „Наум“ в квартал „Драгалевци“ (Карта) в София.